# Jan Sobol
Jan Sobol (Karviná, 22 de mayo de 1984) es un jugador de balonmano checo que juega de extremo derecho en el Dijon Bourgogne HB polaco. Es internacional con la Selección de balonmano de la República Checa.

## Palmarés

### Banik Karviná
- Liga de balonmano de la República Checa (3): 2005, 2006, 2007

### Montpellier
- Liga de Francia de balonmano (3): 2008, 2009, 2010
- Copa de Francia de balonmano (3): 2008, 2009, 2010
- Coupe de la Ligue (2): 2008, 2010
- Supercopa francesa (1): 2010

### Tatran Prešov
- Liga de Eslovaquia de balonmano (2): 2011, 2013
- Copa de Eslovaquia de balonmano (2): 2011, 2013

### Vardar
- Copa de Macedonia de balonmano (1): 2012

## Clubes
- HCB Baník Karviná (2004-2007)
- Montpellier HB (2007-2010)
- HT Tatran Prešov (2010-2011)
- RK Vardar (2011-2012)
- HT Tatran Prešov (2012-2013)
- KS Azoty-Puławy (2013-2017)
- Dijon Bourgogne HB (2017- )